# Gusztáv és a tanácsadók
A Gusztáv és a tanácsadók a Gusztáv című rajzfilmsorozat első évadának tizenkilencedik epizódja.

## Rövid tartalom
Gusztávot annyira kimerítik a kontár autójavítók, hogy mérgében az igazi szakembereket elkergeti.

## Alkotók
- Rendezte: Dargay Attila
- Írta: Dargay Attila, Nepp József
- Zenéjét szerezte: Pethő Zsolt
- Operatőr: Henrik Irén
- Hangmérnök: Horváth Domonkos
- Vágó: Czipauer János
- Színes technika: Dobrányi Géza, Kun Irén
- Gyártásvezető: Bártfai Miklós

Készítette a Pannónia Filmstúdió.